# Бой под станцией Выя
Бой у станции Выя состоялся 29—30 ноября 1918 года между 3-й бригадой 29-й стрелковой дивизии РККА и Северной боевой колонной Сибирской армии А. В. Колчака. Красные потерпели сокрушительное поражение, что позволило белым создать плацдарм для наступление на Пермь.

## Предыстория
27 сентября ударами трёх колонн Западно-Сибирской группы Г.  А. Вержбицкого и 16-го Ишимского полка Н. Н. Казагранди был взят Алапаевск. Расстроенные части 3-й армии РККА спешно отступили в Нижний Тагил и Верхотурье. После того, как 4 октября красные были выбиты из Нижнего Тагила, в Кушве ими была сформирована 29-я стрелковая дивизия (РККА), которая заняла оборону в районе Верхотурья, однако 14 октября Казагранди с боем взял город. В начале ноября силы 29-й дивизии предприняли несколько безуспешных попыток отбить Верхотурье.

## Силы сторон
29-я стрелковая дивизия к моменту начала боя за станцию Выя была дислоцирована следующим образом: в Верхне-Туринском заводе стоял 1-й Камышловский полк (до 1600 человек, командир Б. И. Швельнис), 3-й Екатеринбургский полк и 225-й Китайский полк (до 430 человек, командир Жэнь Фучэнь); на станции Выя стояли 17-й Петроградский полк (до 500 человек), венгерский эскадрон (до 100 человек) и 17-й Петроградский полк с бронепоездом и блиндированным поездом (до 150 человек); в Нижне-Туринском заводе стояло две роты Китайского полка; на станции Азиатской — 2 батальона 4-го Уральского полка; в Тёплой Горе — Волынский полк; под деревней Салда — 1-й Рабоче-крестьянский полк и батальон Уральского полка; в Кушве — Путиловский кавалерийский полк; под станцией Лая и Баранчинскими заводами — 253-й стрелковый полк «Красные Орлы». Штаб дивизии находился в посёлке Бисер.
В составе Северной боевой колонны находились: в районе Павдинского завода и станции Лесопильная — батальон 18-го Тобольского полка 5-й Сибирской дивизии (до 300 человек, полковник Киселёв) и 19-й Петропавловский полк (до 600 человек, А. А. Куренков); в районе станции Платина и села Новотуринского — 16-й Ишимский полк (до 1600 человек, Н. Н. Казагранди) и 15-й Тобольский полк 4-й Сибирской дивизии (до 600 человек, И. С. Смолин). Также в состав колонны входила сотня казаков 2-го полка Сибирской казачьей дивизии и лёгкая батарея из 4-х орудий. Штаб дивизии находился в Свято-Николаевском монастыре в Верхотурье.

## Ход сражения
На рассвете 29 ноября 19-й Петропавловский полк и батальон 18-го Тобольского полка во главе с капитаном Куренковым начали наступление по Верхотурскому тракту и линиям узкоколеек по направлению к Вые.
Камышловский и Китайский полки развернулись по фронту, а Швельнис, взяв 3-й батальон камышловцев, пошёл в обход, чтобы с тыла ударить в правый фланг наступающих. Пройдя полтора километра, батальон столкнулся с белыми, которым удалось быстро перестроиться. Они начали охватывать 3-й батальон с северо-востока и востока, а наступление красных по фронту задерживалось. На помощь вышли части Камышловского полка, которые стояли в Верхне-Туринском заводе. Волынский полк, стоявший в Тёплой Горе, отказался выступать к Вые. В результате батальон вышел из окружения, и станция Выя была удержана. Швельнис получил тяжёлые ранения. На ночь китайцев разместили по вагонам блиндированного поезда, остальных по домам в Александровке.
Ночью 3-й батальон Ишимского полка с ротами 2-го батальона под командованием капитана Сиротина, обойдя станцию по лесу, вышел на ветку Выя-Верхняя гораздо южнее станции Выя, и направился к ней. На ветке стоял бронепоезд с питерскими матросами. Предварительно разобрав рельсы позади него, часть ишимцев атаковала поезд, уничтожив отряд. Одновременно со штурмом поезда другая часть ишимцев, выйдя на Выю, расстреляла блиндированный поезд со спящими китайцами; в их числе погиб и Жэнь Фучэнь. С началом стрельбы на станции возобновили наступление с севера 19-й Петропавловский и 18-й Тобольский полки. К полудню 30 ноября станция Выя была взята; через два часа белые вступили в Нижнюю Туру.
Тысяча человек из состава Камышловского полка была взята в плен. Красноармейцы, прорвавшиеся из окружения, беспорядочно отступали на запад к Тёплой Горе, станциям Азиатская и Гороблагодатская.

## Итоги боя
Камышловский полк, потеряв двести человек убитыми и тысячу пленными, а также командира, перестал существовать как боеспособное соединение. Петроградский полк потерял половину личного состава; Китайский полк — около 300 человек и был расформирован.
В качестве трофеев на станции Выя Северной колонне Казагранди достались 3 орудия, 12 пулемётов, 500 винтовок, 500 трёхдюймовых снарядов, 20 тысяч патронов, два бронепоезда, шесть паровозов. 3 декабря Казагранди занял Кушву, очистив таким образом от красных весь Северный Урал и получив железнодорожный узел, с которого можно было начать прямое наступление на Пермь.

## Память
На станции Выя установлен памятник погибшим красноармейцам, который в 1988 году впервые посетили сын и внук Жэнь Фучэня. В 2010-х годах памятник несколько раз посещали китайские делегации.